# Most figyelj! (Így jártam anyátokkal)
A Most figyelj! az Így jártam anyátokkal című televízió-sorozat harmadik évadának első epizódja. Eredetileg 2007. szeptember 24-én vetítették, míg Magyarországon egy évvel később, 2008. december 3-án.
Ebben az epizódban Robin visszatér hosszú argentínai útjáról új barátja, Gael oldalán. Tedet ez láthatóan megviseli, és ennek következtében még egy tetoválást is beszerez.

## Cselekmény
Jövőbeli Ted elmondja a gyerekeinek, hogy már ismerik a rövid történetét annak, hogy találkozott az anyjukkal (melyhez köze volt egy bizonyos sárga esernyőnek), de a hosszabb történet egész másról is szól: arról, hogyan lett az a férfi, akinek lennie kellett, hogy találkozhasson vele.
A történet Marshall és Lily esküvőjén folytatódik. Barney befejezi az előző részben megkezdett mondatát: "...Teges! Fergeteges lesz!". Alig várja már, hogy Ted újra a szárnysegédje legyen, de Ted azt mondja, hogy még egyelőre nem áll készen erre. Miközben Robin Argentínába utazott, Ted szakállat növesztett, kifestette a lakást, és csak amikor Robin visszatér új barátjával, a jóképű Gaellel, akkor törik el benne valami, és áll készen a visszatérésre. Mivel van egy elmélete arról, hogy a szakításnak ki a nyertese és vesztese, Ted nem szeretne vesztes lenni, ezért még aznap este felszed egy tetoválószalonban dolgozó lányt, Amyt.
Eközben Gael megemlíti, hogy Robinnal rengeteget windszörföltek és szeretkeztek, gyakran egyszerre a kettőt. Barney kijelenti, hogy ez lehetetlen, mert 33 különböző közlekedési eszközről és járműről tudja, hogy lehet rajtuk szexelni, de a windszörf nincs a listán. Marshall és Lily aznap este duplarandin vesznek részt Robinnal és Gaellel, azzal a szándékkal, hogy majd látványosan jól kiállnak Ted mellett. Ehelyett Gael lekenyerezi őket azzal, hogy gitározik, megmasszírozza őket, és még gyümölcsöt is etet velük.
Aznap este Ted nagyon jól elvan Amyvel, aki felajánlja, hogy ő és a barátnője társaságában menjenek fel a lakására, ahol van egy jacuzzi. Csak fent derül ki, hogy a lakás nem is az övé, hanem azoké, akiknek bébiszitterkedett, így menekülniük kell. Ted, Barney intelmei ellenére, úgy dönt, készíttet magának egy tetoválást, szimbolizálva azt, hogy ő nyert. Otthagyja Barneyt, aki Amy barátnőjével vigasztalódik. Másnap reggel Ted, amikor felébred, megnyugodva konstatálja, hogy nincs tetoválása. Csakhogy Marshall, Lily, és Barney is kiszúrják, hogy a hátsó fele felé került egy pillangó alakú tetoválás, amit Barney "kurvarratnak" titulál. Ha ez még nem lenne elég, Ted döbbenten fedezi fel az üveg spanyol masszázsolajat is az előző estéről. Marshall és Lily hiába magyarázkodnak, Ted dühösen rohan Robinhoz, megvádolva azzal, hogy ő milyen gyorsan túllett rajta. Robin erre közli, hogy három napig megállás nélkül csak sírt, mert nem tudta magát olyan könnyen túltenni a dolgokon, és utána találkozott Gaellel. Ted még ezután is mérges, mert Gael olyan jóképű, de Robin megnyugtatja, hogy a pénisze az kisebb, mint Tedé. Ted ennek hatására úgy érzi, ő nyert. Eközben odakint, a szakadó esőben, valaki elsétál az utcán egy sárga esernyővel.
Az epizód végén Marshall, aki egy sötét szobában ül, felhívja Barneyt, hogy nézze meg a pofonvisszaszámlálás.com című weboldalt. Barney rájön, hogy közeleg a pofogadás következő pofonja, és felüvölt.

## Kontinuitás
- Barney a két évad közti időben, rekordhosszúságú ideig tartotta ki a "Ferge – most figyelj – teges!" frázisát.
- Először bukkan fel a sárga esernyő a sztoriban, mint az Anya és Ted kapcsolatának jelképe.
- Ted megfogadta, hogy lazábban fog élni, a harmadik évad elején számos példáját adja ennek, köztük a tetoválással.
- Barney azért olyan kíváncsi, hogyan lehet windszörfön szexelni, mert folyamatosan tanulmányozza a csábítás művészetét, ahogy a "citromtörvény" alapján látható.

## Jövőbeli visszautalások
- A visszaszámláló a "Pofonadás" című részben éri el a nullát. Ugyanebben a részben veti Robin Ted szemére a tetoválást.
- Ted a tetoválását "A platinaszabály" és a "Tíz alkalom" című részekben szedeti le magáról, ezt követően kezd el randevúzni a bőrgyógyászával, Dr. Stella Zinmannel.
- A sárga esernyő a "Nincs holnap" című részben kerül Ted birtokába, hogy aztán a "Nők versus Öltönyök" című részben véletlenül visszakerüljön tulajdonosához. A sárga esernyő, mint motívum, felbukkan még a "Jó helyen, jó időben", a "Farhampton", és a "Nagy napok" című részekben, míg az "Örökkön örökké" című részben derül ki, hogyan is találkoztak ennek köszönhetően.
- Marshall a "Kiárusítás" és "A szexmentes fogadós" című részekben is tanúbizonyságát adja annak, hogy mennyire szeret különféle weboldalakat készíteni jeles alkalmakra.
- Ted "A pucér pasi" című részben érzi magát hasonlóan úgy, hogy nem tudja, készen áll-e a randizásra.

## Érdekességek
- Az iTunes-on elérhető változatban mielőtt elkezdődne az epizód, Jövőbeli Ted elmeséli, mik történtek az előző évadokban.
- Amikor a jacuzziban vannak és Barney iszik az üvegből, azon nincs rajta a kupak, de amikor továbbadja Amynek, rajta van. Ugyanígy, amikor Barney azt mondja Tednek, hogy nem kellene beszereznie egy tetoválást, az egyik pillanatban látható, ahogy lezárja az üveget, a következő pillanatban pedig az újra nyitva van, a kupak pedig a kezében.
- Az epizód kezdetekor, amikor Ted a fürdőszobában van, a tükör jobb alsó sarkában meg lehet figyelni a kamerát.
- Noha azt állítja, hogy a nagy szakításai után mindig szakállat növeszt, ez az utolsó alkalom, hogy Ted ezt teszi.

## Vendégszereplők
- Enrique Iglesias – Gael
- Mandy Moore – Amy
- Frank Alvarez – Steve

## Zene
- Enrique Iglesias – Alguien Soy Yo
- Mandy Moore – Ladies' Choice
- Mandy Moore – Nothing That You Are

## Fordítás
- Ez a szócikk részben vagy egészben  a   Wait for It (How I Met Your Mother) című angol Wikipédia-szócikk ezen változatának fordításán alapul.  Az eredeti cikk szerkesztőit annak laptörténete sorolja fel. Ez a jelzés csupán a megfogalmazás eredetét és a szerzői jogokat jelzi, nem szolgál a cikkben szereplő információk forrásmegjelöléseként.| - m - v - sz « előző Így jártam anyátokkal 3. évad következő »                                                                                                                                                                                                                                                                         | - m - v - sz « előző Így jártam anyátokkal 3. évad következő » |
| --- | -------------------------------------------------------------- |
| - Az Így jártam anyátokkal epizódjainak listája |                                                                |
| - Most figyelj! - Mi nem vagyunk idevalósiak - Tricikli - Kisfiúk - Így találkoztam a többiekkel - Én nem az a pasi vagyok - Beboszetesza - Spoilerveszély - Pofonadás - A görcs - A platinaszabály - Nincs holnap - Tíz alkalom - Selejtező - Ordításlánc - Homokvárak a homokban - A kecske - A megfelelő tesó - Kiárusítás - Csodák |                                                                || - m - v - sz Így jártam anyátokkal | - m - v - sz Így jártam anyátokkal                                                                  | - m - v - sz Így jártam anyátokkal |
| ---------------------------------- | --------------------------------------------------------------------------------------------------- | ---------------------------------- |
| Epizódok                           | - 1. - 2. - 3. - 4. - 5. - 6. - 7. - 8. - 9. évad                                                   |                                    |
| Szereplők                          | - Ted Mosby - Marshall Eriksen - Robin Scherbatsky - Barney Stinson - Lily Aldrin - Tracy McConnell |                                    |
| Filmzene                           | - How I Met Your Music                                                                              |                                    |
| Kapcsolódó sorozat                 | - Így jártam apátokkal                                                                              |                                    |